# Трестеник (Тулћа)
Трестеник (рум. Trestenic) насеље је у Румунији у округу Тулћа у општини Налбант. Oпштина се налази на надморској висини од 115 m.

## Становништво
Према подацима из 2002. године у насељу је живело 458 становника, од којих су сви румунске националности.